# Emlyon Business School
Emlyon Business School je evropská obchodní škola s kampusy (pobočkami) v Paříži, Lyonu, Saint-Étienne, Casablanca, Šanghaj, Bhuvanéšvar a Bombaj. Škola byla založena v roce 1872.

## Popis
Emlyon je akreditovaná u třech mezinárodních organizací: EQUIS, AMBA, a AACSB. Škola má přibližně 26000 absolventů ze 80 zemí a více než 107 národností. Mezi významné absolventy patří Jean-Pascal Tricoire (ředitel společnosti Schneider Electric), Stéphane Bern (reportér) a Gwendal Peizerat (francouzský krasobruslař).

## Programy
Emlyon nabízí magisterský program v oboru managementu (Master in Management), několik specializovaných magisterských programů v oborech jako marketing, finance, sport či personalistika (HR). Dále škola nabízí programy „Executive MBA” a „MEB“, jenž je podobný klasickým prezenčním MBA programům. EM Lyon také nabízí doktorské studium, které vede k získání titulu Ph.D.

## Mezinárodní srovnání
V roce 2015 se program “Master in Management” umístil na 30. místě v mezinárodním žebříčku deníku Financial Times.

## Významné osobnosti
- Vincent Jay, bývalý francouzský biatlonista
- Valérie Guignabodet, francouzská režisérka a scenáristka
- Gwendal Peizerat, francouzský krasobruslař
- Jérôme Meyer, bývalý francouzský reprezentant ve sportovním lezení a boulderingu
- Sébastien Chabal, bývalý francouzský ragbista
- Floria Gueï, francouzská atletka, sprinterka